# 大改鋳
大改鋳（だいかいちゅう、Great Recoinage）は、イングランドの経済政策の1つ。
銀の流出と貨幣の劣化に対応するために行なわれた貨幣改鋳で、ウィリアム3世とメアリー2世が即位した後の1690年代後半から実施された。この改鋳は、造幣局の幹事に就任したアイザック・ニュートンの主導により行われた。

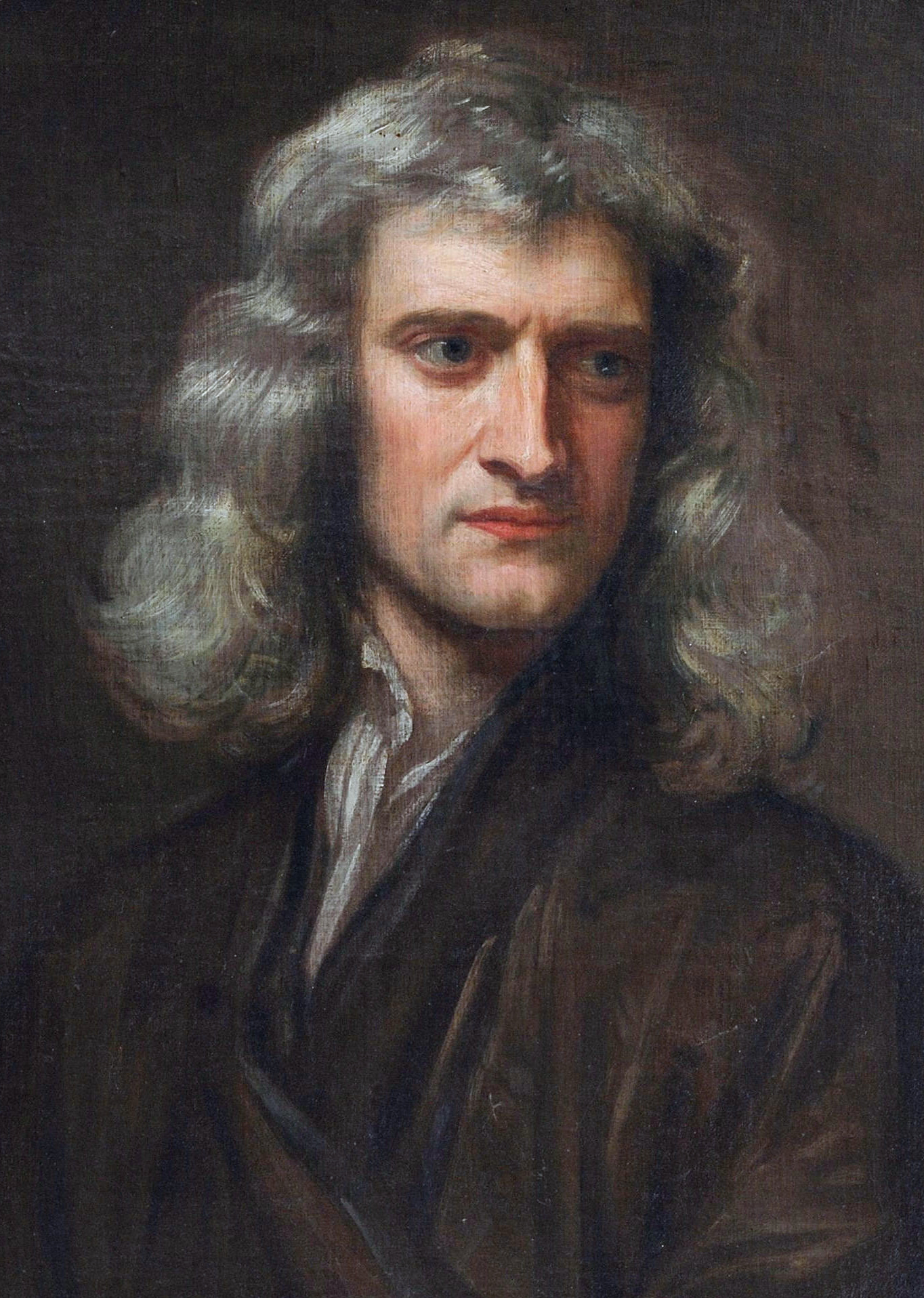
アイザック・ニュートン

## 改鋳実施前の状況
貴金属製の貨幣が使用される国々では、貨幣の縁の削り取りが横行していた。貨幣から金銀を削り取って貯め込み、それを鋳造所に売って新品の貨幣を入手する手段は儲けが多いため、厳罰を科されても削り取りをする者は後を絶たなかった。歴史学者トーマス・マコーリー卿によれば、1690年代は「シリング銀貨（12ペンス相当）といっても、実際の価値は10ペンスだったり、6ペンスだったり、グロート（4ペンス相当）だったりした」という状況だった。削り取り防止のため、貨幣の縁に溝や銘刻を入れ、削り痕が一目で分かるような工夫も考え出されたが、造幣局の職人たちの抵抗により、なかなか改革は進まなかった。1695年には、流通する全硬貨の約10パーセントが贋金という状態となっていた。
また、16世紀前半にメキシコやペルーの銀山からもたらされた大量の銀によって銀の価格が下落した一方、インドでは銀が高値となっていたことから、銀の海外流出が止まらなかった。そのため、イングランドでは銀貨の素材が不足し、1690年代前半には通貨不足に陥り、1695年には合法的な銀貨を目にするのがほぼ不可能といえる状況になっていた。
銀貨の質が低下し続けたために改鋳が実施されるという噂が流れ始めたころ、国民は自分の資産の価値を守るために、銀貨をギニー金貨へと交換するようになった。ギニーは銀貨にして20シリング分の金で造られていたが、ギニーの価値が30シリングにまで高騰した1695年6月には、多くの人びとが造幣局に金を持ち込んでギニーへと交換してもらうようになった。一方で、削り取られて重量の減った銀貨を持って行っても、代わりに受け取る新しい銀貨は額面金額が大きく下回ってしまうため、銀貨を造幣局に持ち込む人は全くいなくなった。
1695年に大蔵次官（Secretary to the Treasury）のウィリアム・ラウンズ（William Lowndes、1652-1724）やニュートンは、削り取られた貨幣を回収して、そのかわりに縁にぎざぎざのついた新しい銀貨を流通させるべきだと提唱した。ラウンズの案は、回収した貨幣の削られて重量の減った分を反映させるため、新しいシリング銀貨は銀の含有率をかつての80パーセントほどにするという貨幣の平価切り下げで、造幣局に新しい銀貨に換えてもらったとき、シリング銀貨を以前よりも約25パーセント多く受け取れるものであった。造幣局に銀が持ち込まれなければ新たな銀貨を造ることはできず、市場に流通する貨幣量が減少して、不景気や生産の縮小を招くだろうとラウンズは主張した。
その案に大蔵大臣のチャールズ・モンタギューと哲学者のジョン・ロックは反対した。ロックは1シリング貨幣は1シリング分の銀であるべきで、貨幣がどれほど物理的に損傷していようとその価値を下げるべきでないという、兌換貨幣の擁護者として論理を展開した。そして、イングランドの銀が外国に流出していることに対しては、輸入の需要を抑えることこそ適切な解決策だろうと論じた。
この時はモンタギューとロックの主張が通り、削り取られたシリング貨幣は、額面金額と同じ新シリング貨と交換されることになった。ラウンズとロックによる改鋳をめぐる論争は、17世紀掉尾を飾る貨幣論争として知られる。

## 改鋳の実施
縁にぎざぎざのついた硬貨は、ロンドン塔の壁沿いに設置された王立造幣局にある縁取り加工機により造られた。大改鋳を終えた時、本来の重さの半分に削り取られて額面金額の半分の価値になっていたイングランドの銀貨は150年前の「大悪改鋳」以前の水準まで戻っていた。しかし、回収した旧貨幣だけでは新しい銀貨を造るための十分な量の銀は得られず、デフレに陥った。銀行家や資産家にとってデフレは好都合だった一方、負債を抱えた人々にとっては大打撃となった。
しかし、造幣局のトマス・ニール長官が改鋳を主導していた時期、旧貨幣の回収が進まなかったため、新貨幣の材料を確保できず、国内を流通する貨幣が消えてしまうという事態となった。
1696年5月2日に造幣局に就任したニュートンは、局内で行われる作業の全てを会得し、同年の夏にはニールから長官の権限を（実質的に）譲られることになった。ニュートンはまず鋳造機の硬貨製造ペースを計算し、このままでは全ての銀貨を入れ替えるには9年かかってしまうと分かったため、製造量を増やすよう造幣局に求めたが、事務員から見ればそれは「不可能なこと」だった。
ニュートンは、溶融室に新しい溶炉を2つ導入し、ロンドン塔に溶融室をもう1つ設置した。そして老朽化して使用に耐えなくなった圧延機を8台とプレス機5台も新調した。さらに各炉の石炭消費量や、銀を溶融室から製造ラインに運んでプレス機に投入するまでに必要な人員・馬力を算出した。ニュートンの試算に従って硬貨製造の速度が決められ、最終的には1分間に50から55回程度の打刻を数時間連続で行なうこととなった。作業員たちも作業可能なそのリズムに合わせて、造幣局全体が動かされた。当初は1週間に1万5000ポンド製造するのも難しいと考えられていたのが、週に5万ポンド製造され、1696年夏の終わりごろには6日で10万ポンドの貨幣が生産された。
1697年の終わりには回収された銀はほぼすべて新銀貨になり、1698年半ばには改鋳事業はほぼ終わっていた。1699年6月には流通する通貨はほとんどが正常になったので、増設した機械を売却した。イングランド国内に通貨は行き渡り、世情の不安は収まった。チャールズ・モンタギューは、造幣局にニュートンがいなければ改鋳はうまくいかなかっただろうと述べた。
ニュートンの計算によれば、大改鋳による銀貨の製造量の総額は6,859,144ポンド8シリングだった。

## 改鋳に対する反応
1695年12月19日に、削り取られた貨幣は、納税と国王への貸付に使われる場合を除いていっさい支払いに使えなくなると布告された。そして1696年4月2日以降は、削り取られた貨幣はいかなる支払いにも使えないことになった。この布告を受けて、削り取られた貨幣を誰も受け取らなくなったためイングランドの商業活動は麻痺状態に陥り、ほとんどの人は決められた日が来るまで誰も納税をしなかった。混乱を受けて、布告の約1ヵ月後の翌年1月21日に、議会は妥協策として「貨幣三段階改善法」が出された。この法により移行期間は6月末まで延長され、社会はいったんは落ち着きを取り戻した。
しかし、6月24日までに大蔵省が回収できたのは470万ポンド（銀の含有量は250万ポンド分）のみで、200万ポンド以上が国民たちの手許に残っていた。1696年5月までに十分な数の新銀貨を鋳造していたはずが、イングランド国内からは銀貨が払底した状態となっていた。税収は無くなり、国債が額面の30パーセント割引で取り引きされ、民衆が日々の食料を買うための金さえも市場からは消えてしまった。削り取られた旧貨幣で納税しようとしたところ、徴税者がそれを拒否したため暴動が起こった町もあった。
国民から回収した貨幣（削られた貨幣）と交換で渡す貨幣（新貨幣）には額面に差が生じるが、その損失分は政府が消費税でまかなう予定だった。しかし、実際の損失額は事前の見積もりよりも大きかったため、赤字補填のため政府は借金をすることになった。造幣局は回収した旧貨幣の処理が進まず、持ち込んだ人々は支払いの約束書だけを受け取って帰るしかなかった。造幣局で貨幣を造るプレス機は馬力によって動かしていたが、働かせた馬の糞を始末するだけで700ポンドの費用がかかった。銀の市場価格が銀貨の額面金額を上回っていたため新銀貨の大半は市場に出回らず流通から消え、流通する貨幣不足で小売業は崩壊し、暴動も発生した。新貨幣発行による混乱が終息するには11月までかかった。
96年11月に発布された「貨幣三段階改善追加法」で、1697年7月1日を最後に旧貨幣の交換には応じないと決められたことで、交換期間終了までに縁にきざきざのついた新銀貨は680万ポンド発行されて、その多くは削り取られた旧貨幣と交換された。専門家によれば、一度も交換に行かなかった貧しい人びとの手許に100万枚ほどの旧貨幣が残されていると考えられた。
改鋳が行なわれている間に、政府は急騰したギニーの市場価格を抑えるため、税金の支払いにギニーを22シリング以上の価値で使ってはならないと決めた。しかし、22シリングでも十分な儲けになるため、人々はまず金を輸入してギニーに交換→ギニーを銀貨と交換→銀貨を溶かして銀塊にして東洋へ輸出するということをやめず、銀の流出には歯止めがかからなかった。

## 改鋳後
ギニー金貨の価値はニュートンの予想では「おのずと下がる」はずだったが一貫して21シリングの価値を保ち、人びとはできるだけギニーを受け取りたがるようになった。国内への金の流入が続く一方、1699年までに鋳造された正規の銀貨は、1715年には全て海外へ流出してしまうという事態に陥った。
また、当時ブラジルを植民地としていたポルトガルは、ブラジルのミナスジェライスで発見された金山から採掘された金を、イングランドへの貿易赤字の補填に使用し、これにより国内にさらに金が流入した。
銀貨が減少したことで金貨が通貨の中心になったイングランドは、やがて銀本位制から金貨を基軸通貨とする金本位制へと移行することになった。